# 아델헤이트 로선
아델헤이트 로선(Adelheid Roosen, 1958년 6월 30일 ~ )은 네덜란드의 배우이다. 1997년 황금송아지상 영화 부문 여우주연상 수상자이다.